# Чепелюк Василь Адамович
Василь Адамович Чепелюк (нар. 14 квітня 1954) — український вокаліст, композитор, народний артист України (1993)

## Життєпис
Народився у селі Холоневичі на Волині. Закінчив Луцьке культосвітнє училище та Київський інститут культури. У 1977–1979 рр. Василь Чепелюк співав в ансамблі пісні і танцю Прикарпатського військового округу у м. Львові. З 1979 працював солістом Волинського народного хору, солістом «Волинянки», пізніше запрошений солістом-вокалістом Волинської обласної філармонії. Гастролював у Франції, Німеччині, Польщі, Словаччині, Чехії, Югославії, Швеції, Данії.
У 1989 році за значний особистий внесок у розвиток української культури та мистецтва, високопрофесійну майстерність Василю Чепелюку було присвоєно звання Заслуженого артиста України.
У 1993 році удостоєний почесного звання Народного артиста України (10.07.1993).
Василь Чепелюк бере активну участь у обласних, всеукраїнських та міжнародних мистецьких заходах, є активним учасником оргкомітетів з проведення міжнародних фестивалів «Поліське літо з фольклором», «Берегиня», «Золота підкова», «Шоу-2000», «На хвилях Світязя» тощо.